# اولاد آراد
اولاد آراد (به فرانسوی: Oulad Aarrad) یک منطقهٔ مسکونی در مراکش است که در استان قلعه سراغنه واقع شده‌است. اولاد آراد ۶٬۴۹۱ نفر جمعیت دارد.